# Munsö kyrka
Munsö kyrka är en kyrka i småorten Munsö på den norra delen av Munsön i Ekerö kommun i Stockholms län. Den tillhör Adelsö-Munsö församling i Stockholms stift. Byggnaden är ett kyrkligt kulturminne, tillkommen före utgången av år 1939.

## Historik

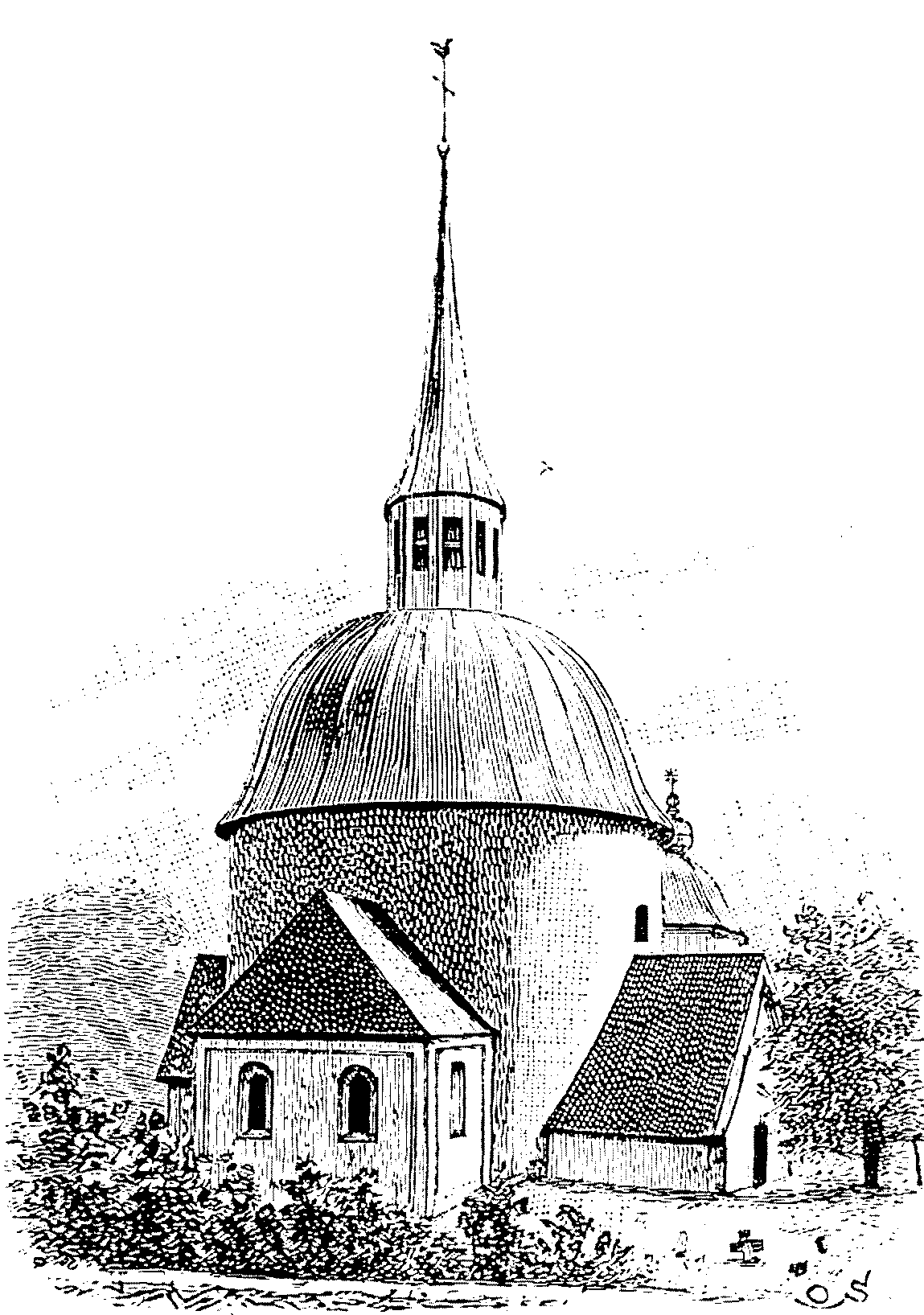
Kyrkan 1874.

Kyrkan är en rundkyrka, byggd i slutet av 1100-talet med ett försvarstorn åt ärkebiskopen, som då ägde Bona gård belägen strax öster om kyrkan. Den 5 november 1185 bekräftade påven Lucius III att Sveriges ärkebiskop fått jord "in Munseo" i donation av kungen Knut Eriksson. Kyrkan är en av Sveriges åtta rundkyrkor, ett intressant och udda inslag i den för övrigt tämligen likartade uppländska kyrkoarkitekturen. 
Under 1300-talet uppfördes sakristian i norr. Vapenhuset i söder uppfördes under 1400-talet, men kryssvalvet av tegel tillkom dock något senare. Under 1470-talet byggdes det kupolliknande valvet i rundhuset, antagligen efter en eldsvåda.
Det äldsta föremålet är dopfunten från 1200-talet. Kyrkans orgel byggdes 1838 av den framstående orgelbyggaren Pehr Zacharias Strand i Stockholm. Den har sex stämmor och återställdes i stort sett i originalskick 1981 av A. Magnussons Orgelbyggeri i Mölnlycke.
På 1700-talet hävdade antikvarien Johan Peringskiöld att Munsö kyrka var Sveriges första, byggd av hövitsmannen Herigar (Härjareö), som kristnades av Ansgar vid dennes första missionsresa på 800-talet.
Klockstapeln uppfördes 1724–1728 och står på en kulle sydväst om kyrkan.

### Orgel
- Den nuvarande mekaniska orgeln som är kyrkans första är byggd 1838 av Pehr Zacharias Strand, Stockholm. Den har under åren förändrats flera gånger. 1981 renoverades den av A Magnussons Orgelbyggeri AB, Mölnlycke.[2]

| Manual                | Pedal        |
| Principal 8’ B/D      | Bihangspedal |
| Gedacht 8'            |              |
| Fugara 8' (från c0)   |              |
| Octava 4' Bas/Diskant |              |
| Qvinta 3'             |              |
| Octava 2'             |              |

## Prästgården och omgivningen
Intill kyrkan ligger den gamla prästgården. Till den hörde även magasin och en lada med vidbyggd stall. Nordväst om kyrkan ligger gården Norrby och öster om kyrkan märks Bona gård, som historiskt sett har direkta kopplingar till kyrkans historia.

## Bilder

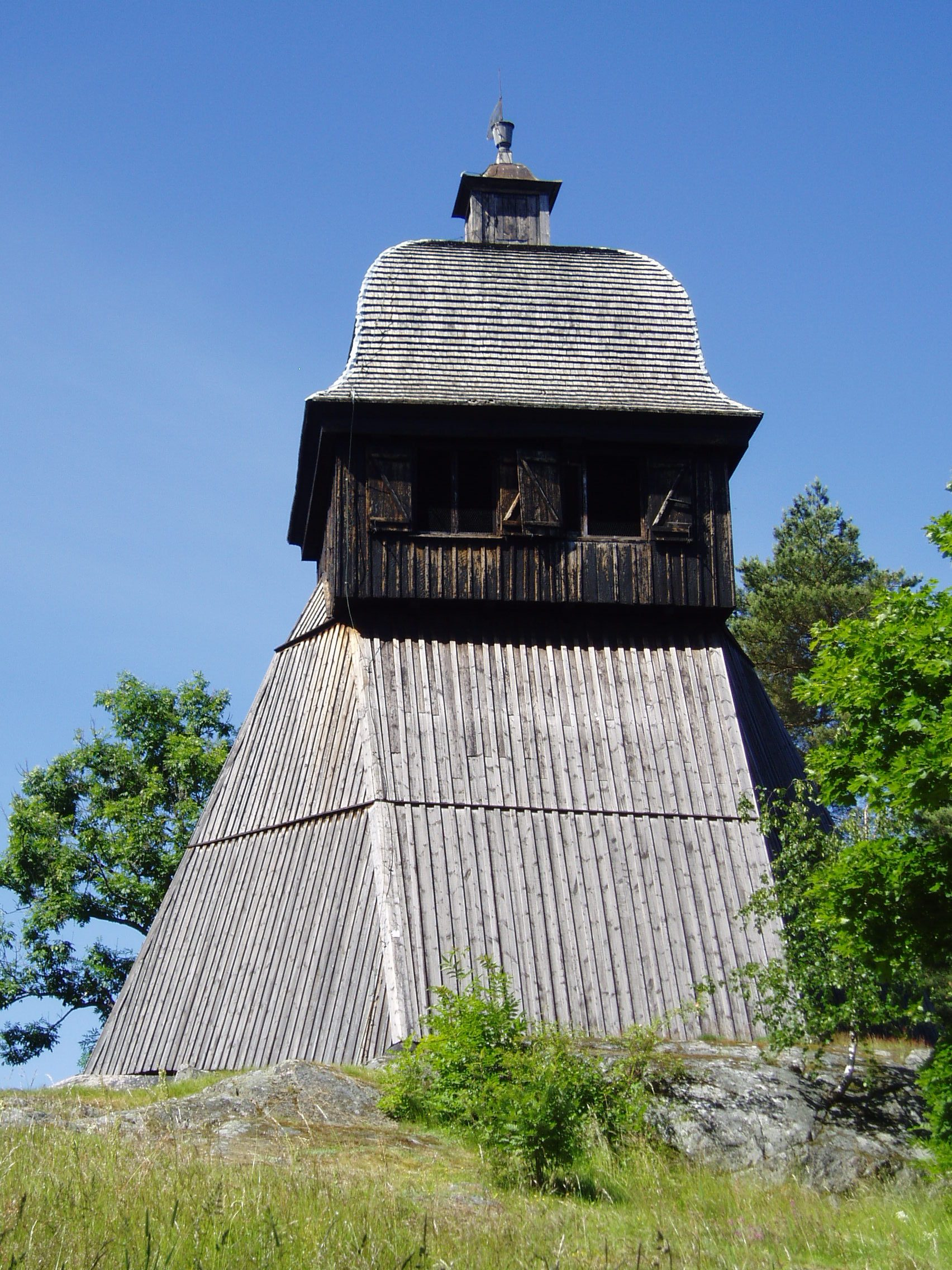
Klockstapeln
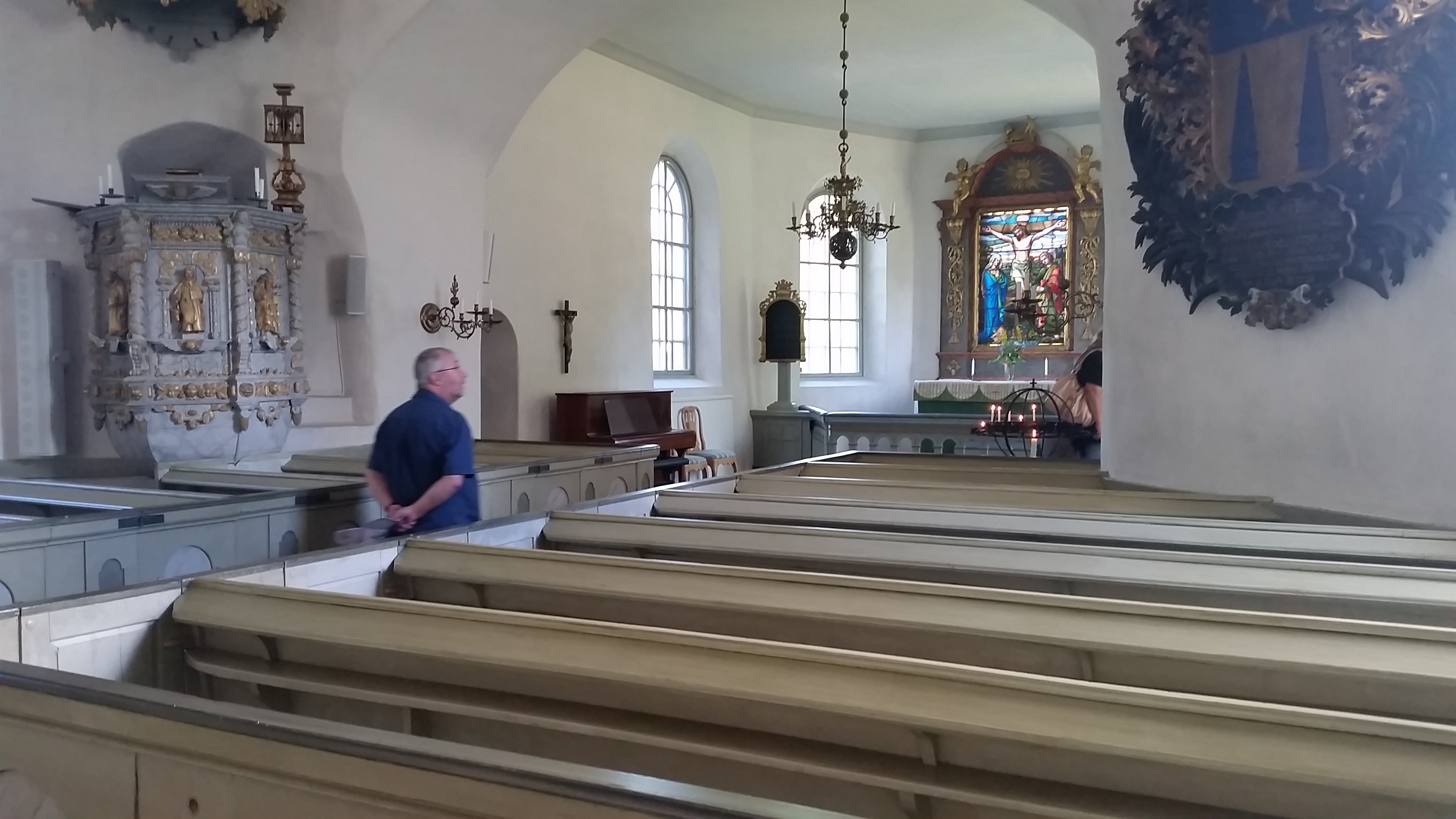
Interiör med predikstolen och altaret
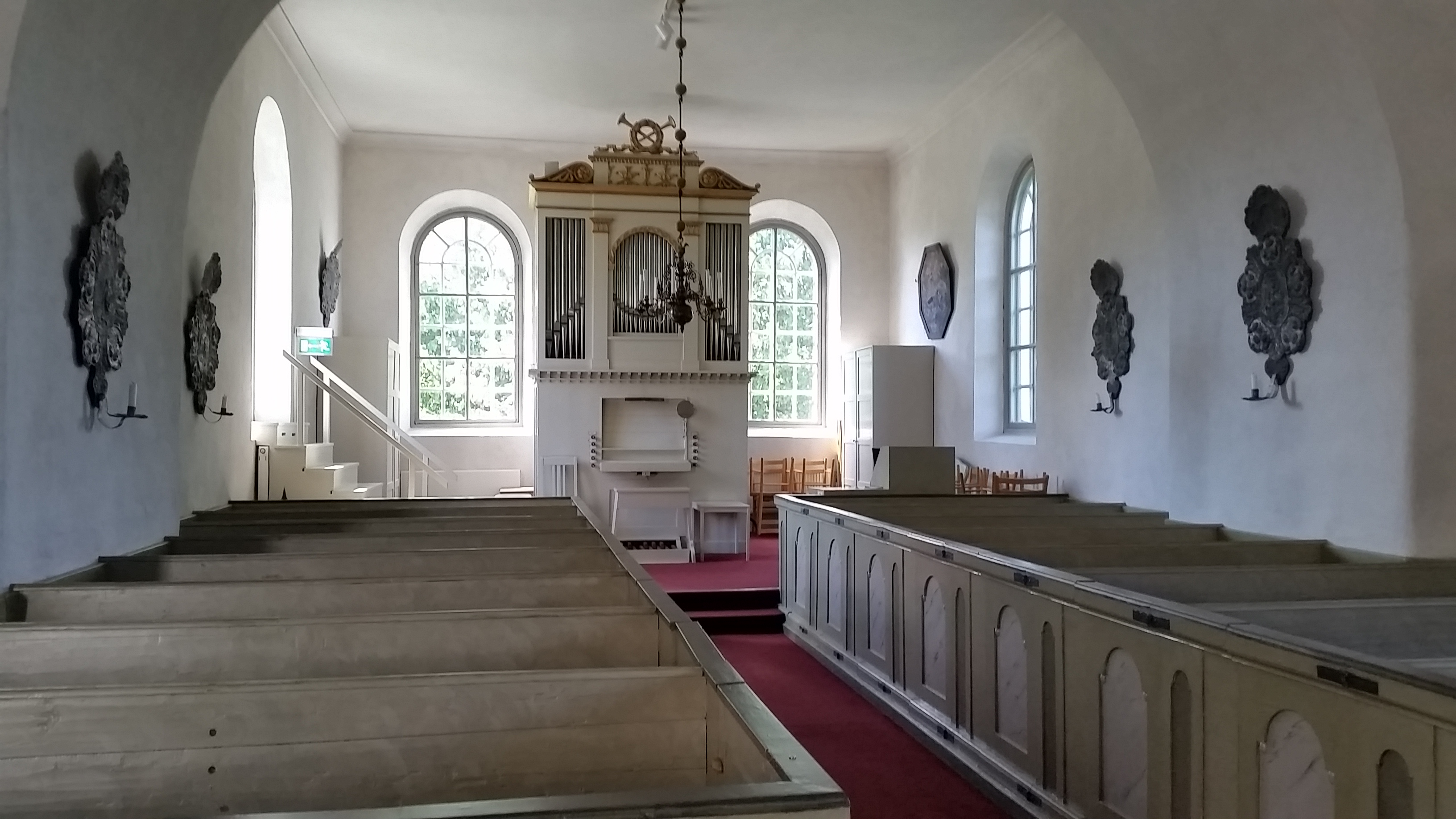
Interiör med orgeln
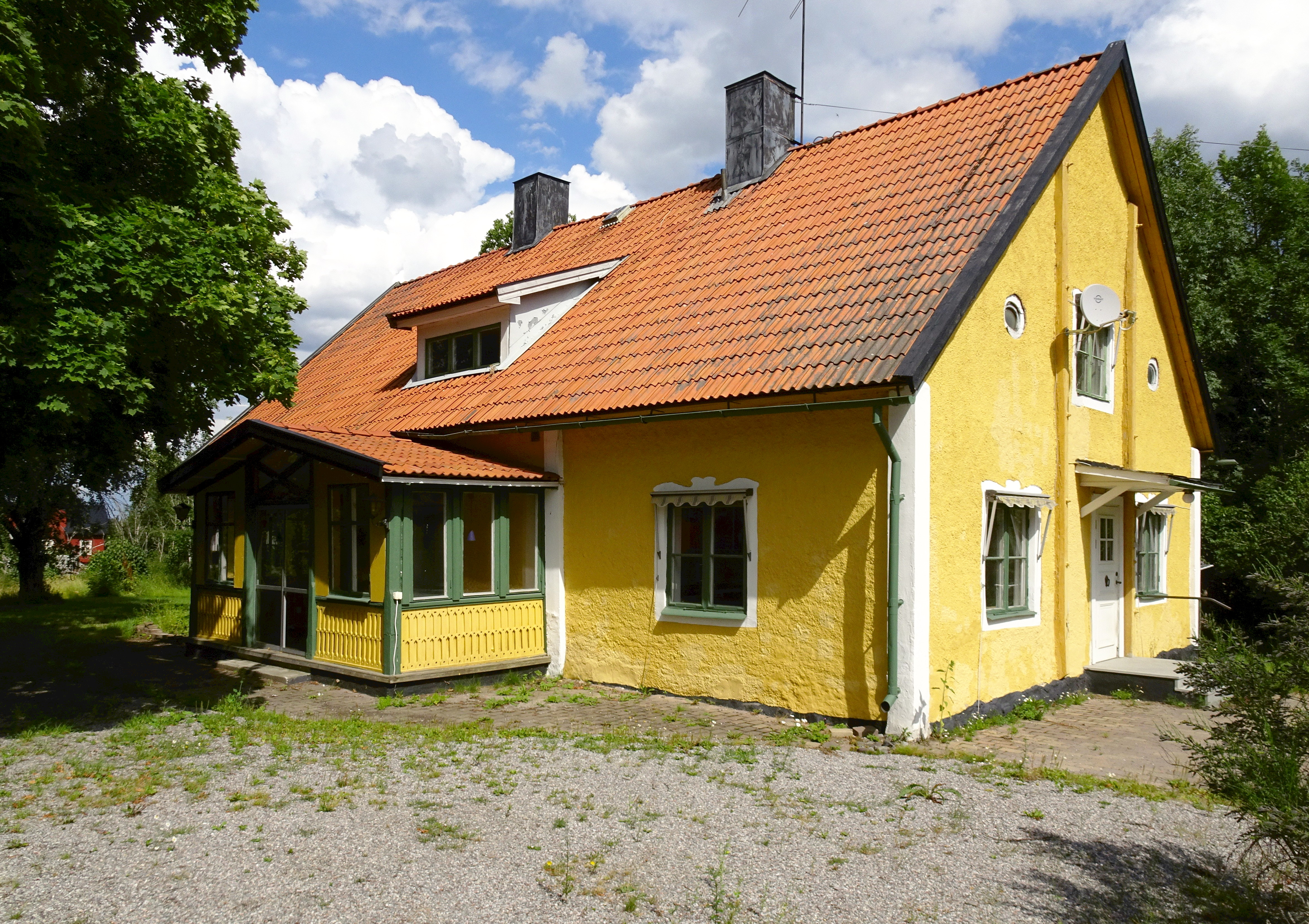
Gamla prästgården